# Porto Open

## Storia
Il Porto Open, conosciuto anche come Porto Challenger, Oporto Challenger e Eupago Porto Open per motivi di sponsorizzazione, è un torneo di tennis professionistico femminile che si gioca annualmente a Porto in Portogallo dal 1999. Si è giocato sulla terra rossa all'aperto fino al 2018, mentre dal 2019 si gioca sul cemento.
Femminile

Inizialmente facente parte dell'ITF Women's Circuit, dal 2001 è stato classificato come un evento Tier IV nell'ambito del WTA Tour. Si è svolto per due anni (2000-2001), e aveva un montepremi totale di 140 000 $ ogni anno.
Dal 2003, il torneo ritorna a far parte del circuito ITF e dopo un'assenza nel 2006, non si svolge per cinque edizioni dal 2011 al 2015, e dal 2016 ritorna fisso nel calendario.
Dal 2025, aumenta di categoria e viene inserito nel calendario del WTA 125, equivalente dei challenger maschili.
Maschile

Il torneo si svolge anche nel circuito maschile, facente parte dell'ITF Men's Circuit dal 2007 al 2020.
Dal 2021, il torneo è entrato a far parte dell'ATP Challenger Series.
Nel 2025, si giocano due edizioni, la prima facente parte dopo quattro anni di assenza dell'ITF Men's Circuit, e la seconda dell'ATP Challenger Series.

## Albo d'oro

### Singolare maschile
| Anno     | Categoria  | Campione              | Finalista                | Punteggio        |
| -------- | ---------- | --------------------- | ------------------------ | ---------------- |
| 2007     | Futures    | Leonardo Tavares      | Cristian Villagrán       | 4–6, 6–1, 6–2    |
| 2008     | Futures    | Jan Hájek             | Dusan Lojda              | 6-0, 7–6(2)      |
| 2009     | Futures    | Daniel Smethurst      | Benoît Paire             | 3-6, 6-4, 6-4    |
| 2010     | Futures    | Laurent Rochette      | Alexander Flock          | 7–6(4), 7–6(6)   |
| 2011     | Futures    | Boy Westerhof         | Stanislav Vovk           | 7–5, 6–1         |
| 2012     | Futures    | Marc Giner            | Henri Laaksonen          | 7–6(8–6), 6–2    |
| 2013     | Futures    | Tarō Daniel           | Ricardo Ojeda Lara       | 6–0, 6–3         |
| 2014     | Futures    | Fred Gil              | Frederico Ferreira Silva | 6(5)-7, 6–3, 6–0 |
| 2015     | Futures    | Arthur De Greef       | João Domingues           | 6–4, 6–0         |
| 2016     | Futures    | Ricardo Ojeda Lara    | Gianni Mina              | 6–3, 1–6, 7–5    |
| 2017     | Futures    | João Monteiro         | Javier Martí             | 6–2, 7–5         |
| 2018     | Futures    | Máté Valkusz          | Nuno Borges              | 6–3, 6–2         |
| 2019     | Futures    | Pablo Vivero González | Daniel Rodrigues         | 6–2, 6–2         |
| 2020     | Futures    | Gastão Elias          | Nuno Borges              | 6–3, 6–3         |
| 2021     | Challenger | Altuğ Çelikbilek (1)  | Quentin Halys            | 6–2, 6–1         |
| 2022     | Challenger | Altuğ Çelikbilek (2)  | Christopher O'Connell    | 7–6(5), 3–1 rit. |
| 2023     | Challenger | Luca Nardi            | João Sousa               | 5–7, 6–4, 6–1    |
| 2024     | Challenger | August Holmgren       | Alejandro Moro Cañas     | 7–6(3), 7–6(6)   |
| 2025 (1) | Futures    |                       |                          |                  |
| 2025 (2) | Challenger | Moez Echargui         | Francesco Maestrelli     | 6–3, 6–2         |

### Doppio maschile
| Anno     | Categoria  | Campioni                                      | Finalisti                               | Punteggio              |
| -------- | ---------- | --------------------------------------------- | --------------------------------------- | ---------------------- |
| 2007     | Futures    | Yann Marti Cristian Villagrán                 | David Marrero Pablo Santos              | w/o                    |
| 2008     | Futures    | Nuno Marques Leonardo Tavares (1)             | Vladislav Bondarenko Vladyslav Klymenko | 6-4, 6-3               |
| 2009     | Futures    | Carlos Calderón Rodríguez Pedro Clar Rosselló | Gregory Ouellette Daniel Smethurst      | 7–6(5), 6-3            |
| 2010     | Futures    | Sergio Gutiérrez Ferrol Carlos Poch Gradin    | Allen Perel Gabriel Trujillo Soler      | 7-5, 6-3               |
| 2011     | Futures    | Richard Muzaev Aleksandr Rumjancev            | Richard Becker Fernando Romboli         | 2–6, 7–6(7–3), [10–8]  |
| 2012     | Futures    | João Domingues Goncalo Loureiro               | Steven Moneke Marc Sieber               | 3–6, 6–1, [10–8]       |
| 2013     | Futures    | Ricardo Ojeda Lara Ricardo Rodríguez          | Iván Arenas Gualda João Domingues       | 4–6, 6–3, [10–8]       |
| 2014     | Futures    | Fred Gil (1) Leonardo Tavares (2)             | Romain Barbosa Frederico Ferreira Silva | 2–6, 6–3, [10–6]       |
| 2015     | Futures    | Iván Arenas Gualda David Vega Hernández       | Nuno Deus João Domingues                | 6–3, 6–0               |
| 2016     | Futures    | Fred Gil (2) Marc Giner                       | Marc Fornell Mestres Gonçalo Oliveira   | 3–6, 6–3, [10–3]       |
| 2017     | Futures    | Tiago Cação Nuno Deus                         | Rafael Matos Marcelo Zormann            | 2–6, 6–4, [10–8]       |
| 2018     | Futures    | Orlando Luz Felipe Meligeni Alves             | Fred Gil David Pichler                  | 7–5, 3–6, [10–6]       |
| 2019     | Futures    | Martin Beran Daniel Cukierman                 | Francisco Dias Gonçalo Falcão           | 7–6(8–6), 7–5          |
| 2020     | Futures    | Fabian Fallert Johannes Härteis               | Dan Added Sadio Doumbia                 | 6–3, 7–6(7–5)          |
| 2021     | Challenger | Guido Andreozzi Guillermo Durán               | Renzo Olivo Miguel Ángel Reyes Varela   | 6(5)–7, 7–6(5), [11–9] |
| 2022     | Challenger | Yuki Bhambri Saketh Myneni                    | Nuno Borges Francisco Cabral            | 6–4, 3–6, [10–6]       |
| 2023     | Challenger | Toshihide Matsui Kaito Uesugi                 | Rithvik Choudary Bollipalli Arjun Kadhe | 6(5)–7, 6–3, [10–5]    |
| 2024     | Challenger | Sander Arends Luke Johnson                    | Joshua Paris Ramkumar Ramanathan        | 6–3, 6–2               |
| 2025 (1) | Futures    |                                               |                                         |                        |
| 2025 (2) | Challenger | George Goldhoff Ray Ho                        | Nicolás Barrientos Joran Vliegen        | 6–4, 6–4               |

### Singolare femminile
| Anno       | Categoria     | Campionessa             | Finalista               | Punteggio          |
| ---------- | ------------- | ----------------------- | ----------------------- | ------------------ |
| 1999       | ITF $25,000   | Desislava Topalova      | Anna Bieleń-Żarska      | 7–6(6), 4–6, 7–5   |
| 2000       | ITF $75,000   | María Sánchez Lorenzo   | Virginia Ruano Pascual  | 6–4, 4–6, 6–3      |
| 2001       | Tier IV       | Arantxa Sánchez Vicario | Magüi Serna             | 6–3, 6–1           |
| 2002       | Tier IV       | Ángeles Montolio        | Magüi Serna             | 6–1, 2–6, 7–5      |
| 2003       | ITF $25,000   | Séverine Beltrame       | Sybille Bammer          | 6–2, 6–3           |
| 2004       | ITF $25,000   | Nathalie Viérin         | Michelle Gerards        | 3–6, 7–5, 6–3      |
| 2005       | ITF $25,000   | Tina Schiechtl          | Lourdes Domínguez Lino  | 7–6(4), 7–6(2)     |
| 2006       | Non disputato | Non disputato           | Non disputato           | Non disputato      |
| 2007       | ITF $10,000   | Kateřina Vaňková        | Catarina Ferreira       | 6–3, 6–2           |
| 2008       | ITF $10,000   | Appollonia Melzani      | Kateřina Vaňková        | 6–3, 6–1           |
| 2009       | ITF $10,000   | Irene Santos Bravo      | Marcella Koek           | 4–6, 6–1, 6–3      |
| 2010       | ITF $10,000   | Gail Brodsky            | Karolina Nowak          | 7–5, 6–1           |
| 2011- 2015 | Non disputato | Non disputato           | Non disputato           | Non disputato      |
| 2016       | ITF $10,000   | Nina Stadler            | Inês Murta              | 2–6, 6–2, 6–3      |
| 2017       | ITF $15,000   | Michaela Hončová        | Sara Cakarevic          | 5–7, 6–1, 7–5      |
| 2018       | ITF $25,000   | Cristina Bucșa          | Jil Teichmann           | 7–6(7–4), 6–1      |
| 2019       | ITF $25,000   | Eva Guerrero Álvarez    | Myrtille Georges        | 6–4, 6–7(4–7), 6–3 |
| 2020 (1)   | ITF $15,000   | Beatriz Haddad Maia     | Ingrid Martins          | 6–3, 6–2           |
| 2020 (2)   | ITF $25,000   | Georgina García Pérez   | Francisca Jorge         | 1–6, 6–4, 6–3      |
| 2021       | ITF $25,000   | Mai Hontama             | Anastasija Tichonova    | 6–4, 6–3           |
| 2022       | ITF $25,000   | Pemra Özgen             | Eva Guerrero Álvarez    | 6–3, 2–6, 6–2      |
| 2023       | ITF $40,000   | Isabella Šinikova       | Kristina Mladenovic     | 6–4, 7–5           |
| 2024       | ITF $60,000   | Maja Chwalińska         | Tessah Andrianjafitrimo | 7–5, 6–1           |
| 2025       | WTA 125       | Tereza Valentová        | Lanlana Tararudee       | 6-4, 6-2           |

### Doppio femminile
| Anno       | Categoria     | Campionesse                                             | Finaliste                                        | Punteggio              |
| ---------- | ------------- | ------------------------------------------------------- | ------------------------------------------------ | ---------------------- |
| 1999       | ITF $25,000   | Lourdes Domínguez Lino María José Martínez Sánchez (1)  | Alicia Ortuño Michaela Paštiková                 | 3–6, 6–2, 6–1          |
| 2000       | ITF $75,000   | Eva Bes Gisela Riera                                    | Rosa Andrés Rodríguez Conchita Martínez Granados | 6–3, 6–3               |
| 2001       | Tier IV       | María José Martínez Sánchez (2) Anabel Medina Garrigues | Alexandra Fusai Rita Grande                      | 6–1, 6(5)–7, 7–5       |
| 2002       | Tier IV       | Cara Black Irina Seljutina                              | Kristie Boogert Magüi Serna                      | 7–6(6), 6–4            |
| 2003       | ITF $25,000   | Sybille Bammer Laura Dell'Angelo                        | Iveta Gerlová Marie-Ève Pelletier                | 6–3, 7–5               |
| 2004       | ITF $25,000   | Julija Bejhel'zymer Anousjka van Exel                   | Sara Errani Joana Pangaio Pereira                | 7–5, 6–0               |
| 2005       | ITF $25,000   | Simona Matei Lina Stančiūtė                             | Kelly de Beer Eva Pera                           | 2–6, 6–4, 6–4          |
| 2006       | Non disputato | Non disputato                                           | Non disputato                                    | Non disputato          |
| 2007       | ITF $10,000   | Conny Perrin Nicole Riner                               | Claire de Gubernatis Anna Savitskaya             | 5–7, 6–3, [10–3]       |
| 2008       | ITF $10,000   | Jana Orlová Kateřina Vaňková                            | Michelle Gerards Marina Mel'nikova               | 6–3, 4–6, [10–6]       |
| 2009       | ITF $10,000   | Kim Kilsdonk Marcella Koek                              | Appollonia Melzani Andreea-Roxana Vaideanu       | 6–3, 6–0               |
| 2010       | ITF $10,000   | Ulrikke Eikeri Lena-Marie Hofmann                       | Gail Brodsky Alexandra Riley                     | 7–6(4), 6–7(5), [10–5] |
| 2011- 2015 | Non disputato | Non disputato                                           | Non disputato                                    | Non disputato          |
| 2016       | ITF $10,000   | Hsieh Shu-ying Hsieh Su-wei                             | Francisca Jorge Rita Vilaça                      | 6–3, 6–4               |
| 2017       | ITF $15,000   | Emily Arbuthnott Emilie Francati                        | Gaia Sanesi Lucrezia Stefanini                   | 6–4, 6–3               |
| 2018       | ITF $25,000   | Montserrat González Laura Pigossi                       | Cristina Bucșa Ramu Ueda                         | 7–5, 6–0               |
| 2019       | ITF $25,000   | Estelle Cascino Džulija Terzijska                       | Jacqueline Cabaj Awad Inês Murta                 | 7–6(7–0), 6–3          |
| 2020 (1)   | ITF $15,000   | Carolina Alves Marina Bassols Ribera                    | Júlia Payola Himeno Sakatsume                    | 6–3, 4–6, [10–7]       |
| 2020 (2)   | ITF $25,000   | Jamie Loeb Ana Sofía Sánchez                            | Jana Fett Erin Routliffe                         | 2–6, 6–3, [10–8]       |
| 2021       | ITF $25,000   | Arianne Hartono Lily Miyazaki                           | Mana Ayukawa Akiko Ōmae                          | 7–5, 6–2               |
| 2022       | ITF $25,000   | Lee Ya-hsuan Wu Fang-hsien                              | Lu Jiajing Alana Parnaby                         | 5–7, 6–4, [10–1]       |
| 2023       | ITF $40,000   | Gabriella Da Silva-Fick Alexandra Osborne               | Francisca Jorge Matilde Jorge                    | 6–4, 6–3               |
| 2024       | ITF $60,000   | Arianne Hartono Prarthana Thombare                      | Anna Rogers Kateryna Volodko                     | 6–3, 6–4               |
| 2025       | WTA 125       | Carmen Corley Ivana Corley                              | Liang En-shuo Peangtarn Plipuech                 | 6-3, 6-1               |